# Phil Henderson
Phillip Terry Henderson, detto Phil (Chicago, 17 aprile 1968 – Manila, 17 febbraio 2013), è stato un cestista statunitense.

## Carriera
Dopo il college a Duke è stato selezionato al secondo giro del Draft NBA 1990 dai Dallas Mavericks; tuttavia non ha mai giocato in NBA. Nel 1990-1991 e nel 1992-1993 ha militato nei Quad City Thunder in Continental Basketball Association (rispettivamente 15 e 9 presenze). Ha inoltre giocato nei Sioux Falls Skyforce, in Belgio nel Racing Mechelen, nei Fargo-Moorhead Fever e nei Tri-City Chinook.
È morto nelle Filippine nel 2013.

## Palmarès
- McDonald's All-American Game (1986)